# Liste d'écrivains canadiens
Cette liste comprend les auteurs et écrivains d'expression anglaise et française dans tous les genres.
- Haut – A
- B
- C
- D
- E
- F
- G
- H
- I
- J
- K
- L
- M
- N
- O
- P
- Q
- R
- S
- T
- U
- V
- W
- X
- Y
- Z

## A
- Milton Acorn (1923-1986)
- Ian Adams (*1937)
- Linda Aksomitis (*1951
- Charlotte Vale Allen (a.k.a. Katherine Marlowe) (*1941)
- Grant Allen (1848-1899)
- Sidney Allinson
- George Amabile (*1936)
- Jacques-Pierre Amée (*1953)
- Rod Anderson
- Hubert Aquin (1929-1977)
- Gilles Archambault (*1933)
- Jeannette Armstrong (*1948)
- David Arnason
- Ryad Assani-Razaki (* 1981)
- Margaret Atwood (*1939)
- Margaret Avison (*1918)
- Philippe Aubert de Gaspé (1786-1871)
- Philippe Aubert de Gaspé, fils (1814-1841)

## B
- D.F. Bailey
- Himani Bannerji
- Volodimir Barabash (1900-1989)
- Bruce Barber
- Steve Bareham
- Gary Barwin (*1964)
- Ronald Bates
- Bill Bauer
- Nancy Bauer
- Henry Beissel (*1929)
- William Bell
- Saul Bellow (1915-2005)
- Sabrina Benaim (1987-)
- Nigel Bennett
- David Bergen
- Claire Bergeron (*1946)
- Anne Bernard-Lenoir
- Pierre Berton (*1920)
- Dennison Berwick (*1956)
- Gérard Bessette (*1920)
- Carol Biberstein
- Sra Birdsell (* 1942)
- Earle Birney (1904-1995)
- Bill Bissett (* 1939)
- Neil Bissoondath (* 1955)
- Patricia Bittar (* 1957)
- Marie-Claire Blais (1939-2021)
- Clark Blaise (* 1940)
- Giles Blunt
- Christian Bök (* 1966)
- Stephanie Bolster
- Roo Borson (* 1952)
- Hervé Bouchard (*1963)
- Michel Marc Bouchard (* 1958)
- Hédi Bouraoui (* 1932)
- Nicholas Boving
- George Bowering (* 1935)
- Marilyn Bowering (* 1949)
- David Boyd
- George Elroy Boyd
- Joseph Boyden (1966)
- Catherine Bradford
- Karleen Bradford
- Max Braithwaite (1911-1995)
- Dionne Brand (*1953)
- Di Brt (*1952)
- Jacques Brault (*1933)
- Brian Brett
- Robert Bringhurst (*1946)
- David Bromige (*1944)
- Bertram Brooker
- Nicole Brossard (*1943)
- Robert Budde (*1966)
- Margaret Buffie
- Bonnie Burnard (*1945)
- Mick Burrs
- Sharon Butala (*1940)
- Anthony M. Buzzelli

## C
- Barry Callaghan (*1937)
- Morley Callaghan (1903-1990)
- Elspeth Cameron (*1943)
- Silver Donald Cameron (*1937)
- James Cameron (*1910)
- Phil Campagna
- Bliss Carman (1861-1929)
- David Carpenter (*1941)
- Roch Carrier (*1937)
- Anne Carson (*1950)
- Romaine Cauque (*1976)
- Conway Edward Cartwright (1837-1920)
- Paul de Cazes (1841-1913)
- Gillian Chan
- Jean Charles Louis Thomas Chapais (1850-1926)
- Nicolas Charette (*1980)
- Pierre Francois Xavier de Charlevoix (1682-1761)
- Normand Chaurette (*1954)
- Ying Chen (1961)
- Wayson Choy (*1939)
- Leslie Choyce (*1951)
- José Claer (*1963)
- Greg Clark (1892-1977)
- Austin Clarke (*1934)
- George Elliott Clarke (*1960)
- Lynn Coady (*1970)
- Leonard Cohen (*1934)
- Matt Cohen (1942-1999)
- Samuel Nathan Cohen (1923-1971)
- Helena Coleman
- John Robert Columbo (*1936)
- Karen Connelly (*1969)
- Ralph Connor (AKA Charles William Gordon) (1860-1937)
- George Ramsay Cook (*1931)
- Hugh Cook (*1942)
- Michael Cook
- Dennis Cooley (*1944)
- Doug Cooper (1850-1887)
- Thomas Costain (1885-1965)
- Douglas Coupland (1961)
- Isabella Valancy Crawford
- Donald Creighton (1902-1979)
- Claude Cremazie (1827-1879)
- Lynn Crosbie
- Lorna Crozier (*1948)
- Peter Cummings
- Alan Cumyn (*1960)
- Richard Cumyn
- Herb Curtis
- Gilles Cyr (*1940)
- Leona Czwartkowski (*1949)
- Gladys Carrillo Garcia (1958)

## D
- Veronica Dahl (1950-)
- Annie Charlton Dalton
- Daniel Danis (*1962)
- Frank Davey (*1940)
- Blodwen Davies (1897-1966)
- Robertson Davies (1913-1995)
- Mazo De la Roche (1879-1961)
- Charles de Lint
- Hector de Saint-Denys Garneau
- Jeanne-Mance Delisle
- Sra Dempsey
- Barry Dempster
- Yannick Dentinger (1964-)
- Alexer Dewdney
- Christopher Dewdney (*1951)
- Lynn Diamond
- Kildare Dobbs (*1923)
- Don Domnski (*1950)
- Hélène Dorion (*1958)
- Heather Down
- Cas Dorsey (*1960)
- Lily Dougall (1858-1923)
- William Henry Drummond (1854-1907)
- Marcel Dubé (*1930)
- René-Daniel Dubois (*1955)
- Réjean Ducharme (*1941)
- Louis Dudek (1918-2001)
- Dave Duncan (1933-2018)
- Margaret Dyment

## E
- Edith Maude Eaton (1865-1914)
- Winnifred Eaton (1875-1954)
- Louis Émond (*1969)
- Howard Engel (*1931)
- Marian Engel (1933-1985)
- Ian Esslemont (1962-)
- C. J. Everon (* 1971)

## F
- Emil Ludwig Fackenheim (1916-2003)
- Ava Farmehri
- Edmundo Farolan
- Brian Fawcett
- Trevor Ferguson (*1947)
- Jacques Ferron (1921-1985)
- Joy Fielding (*1945)
- B.K. Filson
- Timothy Findley (1930-2002)
- Sheree Fitch
- Judith Fitzgerald
- Barbara Fletcher
- Naomi Fontaine *1987
- Helen Forrester (*1919)
- Cecil Foster
- HeleneCaroline Fournier (*1972)
- Tess Fragoulis
- John Fraser (*1944)
- Raymond Fraser
- Sylvia Fraser (*1935)
- Carole Fréchette (*1949)
- Louis-Honoré Fréchette (1839-1908)
- David French (*1939)
- Patrick Friesen
- Robert Froetsch
- Northrop Frye (1912-1991)
- Robert Fulford (*1932)
- Nicola Furlong
- James V. Fusco

## G
- Lise Gaboury-Diallo
- Marc-Antoine Gagnier
- Grover Gall
- Mavis Gallant (* 1922)
- Rivka Galchen (*1976)
- François-Xavier Garneau (1809-1866)
- Hector de Saint-Denys Garneau (1912-1943)
- Eddy Garnier (1949-)
- Claude Gauvreau (1925-1971)
- Hugh Garner (1913-1979)
- Pauline Gedge (*1945)
- Graeme C. Gibson (*1934)
- Margaret Gibson (*1948)
- July Giguère (1977-)
- Joanna Glass
- Jacques Godbout (*1933)
- David Godfrey
- Oliver Goldsmith (1794 - 1861)
- Robert Goldsmith (1794-1861)
- Leona Gom (1946)
- Phyllis Gotlieb (*1926)
- Sondra Gotlieb (*1936)
- Hiromi Goto
- Katherine Govier (*1948)
- Barbara Gowdy (*1950)
- Neil Graham
- George Grant (1918-1988)
- Grey Owl (1888-1938)
- Frederick Philip Grove (1879-1948)
- Richard M. Grove
- Sandra Gulland
- Genni Gunn (*1949)
- Ralph Gustafson (1909-1995)
- Sandra Gwyn (1935-2000)

## H
- Joan Haggerty
- Roderick Haig-Brown (*1941)
- Arthur Hailey (* 1920)
- Thomas Chandler Haliburton (1796-1865)
- Jane Hamilton
- Hélène Harbec
- Claire Harris (*1937)
- Marjorie Harris
- Elisabeth Harvor
- Barbara Haworth-Attard (*1953)
- Anne Hébert (1916-2000)
- Steven Heighton
- John Herbert
- Tomson Highway (*1951)
- Robert Hilles (*1951)
- Jack Hodgins (*1938)
- Greg Hollingshead (*1947)
- David Homel (*1952)
- Hugh Hood (1928-2000)
- Cornelia Hoogland (*1952)
- Emma Hooper
- Nalo Hopkinson (1960-)
- Jan Horner
- Harold Horwood (*1923)
- Joseph Howe (1804-1873)
- Bruce Hunter
- Catherine Hunter
- Maureen Hunter
- Nancy Huston (* 1953)
- Hazel Hutchins
- Bruce Hutchison

## I
- Michael Ignatieff
- Susan Ioannou (*1944)
- Joan Irvine
- Adel Iskandar (1977- )

## J
- Donald Jack (1924-2003)
- J. Robert Janes (* 1932)
- K.V. Johansen (*1968)
- Pauline E. Johnson
- Terry Jordan
- John Joyce

## K
- Surjeet Kalsey
- Smaro Kamboureli
- Alan Kane (*1954)
- An Antane Kapesh (1926-2004)
- Welwyn Wilton Katz
- Guy Gavriel Kay
- Lionel Kearns (*1937)
- Adam Kidd
- Crawford Kilian
- Crad Kilodney
- W.P. Kinsella (*1935)
- Thomas King (*1943)
- Alex Kizuk
- Raymond Knister
- Joy Kogawa
- Sergio Kokis (*1944)
- Lawrence Kootnikoff
- Gordon Korman
- Myrna Kostash
- Henry Kriesel
- Robert Kroetsch (*1927)
- Robert N.Kucey (*1940)

## L
- Marie Laberge (*1950)
- Guy Lalancette
- Patrick Lane (*1939)
- André Langevin (*1927)
- Paul-Marie Lapointe (*1929)
- Åsa Larsson (1966-)
- Rina Lasnier (1915-1997)
- Evelyn Lau (*1971)
- Margaret Laurence (1926 - 1987)
- Irving Layton (*1912)
- Stephen Leacock (1869-1944)
- Dennis Lee (*1939)
- Mark Leiren-Young (*1962)
- Matt Lennox (1980-)
- John Lent
- Douglas LePan (1914-1998)
- Rosanna Eleanor Leprohon (1829-1879)
- Pierre Leroux (*1958)
- Dorothy Livesay (1909)
- Malcolm Lowry (1909-1957)
- Tsering Yangzom Lama (1984-)

## M
- Agnes Maule Machar
- Ann-Marie MacDonald (*1958)
- Bernell MacDonald (*1950)
- Hugh MacDonald
- Jake MacDonald
- Gwendolyn MacEwen (1941-1987)
- Isabel Ecclestone Mackay
- Rory MacLean (*1954)
- Hugh MacLennan (1907-1990)
- Alistair MacLeod (1936)
- Elizabeth Macleod
- Antonine Maillet (*1929-2025)
- André Major (*1942)
- Kevin Major (*1949)
- Eli Mel
- Miriam Mel
- Lee Maracle
- Jovette Marchessault (*1933)
- Daphne Marlatt (*1942)
- John Marlyn (1912-1985)
- David Margoshes (*1941)
- Nicole Markotic
- Paul Marlowe
- Yann Martel (*1963)
- Bruno Massé (*1982)
- Carol Matas (*1949)
- Shirlee Smith Matheson
- Steve McCaffery
- Nellie McClung (1873-1951)
- John McCrae (1872-1918)
- David McFadden
- James McIntyre (1827-1906)
- Don McKay (*1942)
- Rhonda McLean
- Marshall McLuhan (1911-1980)
- Susan McMaster
- Robert McNeil
- Sylvia McNicoll
- John Metcalf (*1938)
- Anne Michaels
- Christine Michels
- Roy Miki
- Gaston Miron (1928-1996)
- Rohinton Mistry (*1952)
- Jane Mitchell
- Jared Mitchell
- W.O. Mitchell (1914-1998)
- Lucy Maud Montgomery (1874-1942)
- Susanna Moodie (1803-1885)
- Brian Moore (1921-1929)
- Edythe Morahan de Lauzon
- Keith Moreau (*1951)
- Pierre Morency (1942)
- Bernice Morgan
- Colin Morton
- Daniel David Moses
- Tara Moss (*1973)
- Wajdi Mouawad
- Erín Moure
- Farley Mowat (*1921-2014)
- Robert Munsch (*1945)
- Allison Muri (1965)
- Alice Munro (*1931)
- Louisa Murray (1818-1894)
- John Murrell
- Jai Murugan
- Susan Musgrave (*1951)

## N
- Brian Nation
- Émile Nelligan (1879-1941)
- John Newlove
- George D. Nicholls
- Kimberlley Nickmann
- bpNichol (1944-1988)
- James Norman
- Alden Nowlan (1933-1983)

## O
- Sheldon Oberman
- Juan Joseph Ollu
- Michael Ondaatje (*1943)
- Kenneth Oppel (*1967)
- Fernand Ouellette (*1930)

## P
- P. K. Page (*1916)
- Joseph Pearson (1975-)
- Stéphanie Perreault (1976-)
- Len Peterson
- Marjorie Pickthall
- Éric Plamondon (*1969)
- Ted Plantos
- Simone Poirier-Bures
- Daniel Poliquin (*1953)
- Sharon Pollock (*1936)
- Jacques Poulin (*1937)
- E. J. Pratt (1883-1964)
- Michel Pratt (*1949)
- Robert Priest
- Jean-Baptiste Proulx (1846-1904)
- Monique Proulx (*1952)
- Al Purdy (*1918)

## Q
- Darlene Quaife
- Paul Quarrington (* 1953)

## R
- Thomas Raddal (1903-1994)
- Gurcharan Rampuri
- Nino Ricci (*1959)
- David Adams Richards (*1950)
- John Richardson (1796- 1852)
- Mordecai Richler (1931-2001)
- Gwen Pharis Ringwood
- Ringuet (Philippe Panneton) (1895-1960)
- Sir Charles G.D. Roberts (1860-1943)
- Ken Roberts
- Paul William Roberts
- Anne Robillard
- Spider Robinson
- Don Rogalski
- Richard Rohmer (*1924)
- Linda Rogers
- Jean-Pierre Ronfard (1929-2003)
- Leon Rooke (*1934)
- Sinclair Ross (1908-1996)
- Gabrielle Roy (1909-1983)
- Jane Vance Rule (*1931)
- George Ryga (1932-1987)

## S
- Marthe Saint-Laurent (* 1963)
- Rick Salutin (* 1942)
- Jocelyne Saucier (* 1948)
- John Ralston Saul (* 1947)
- Robert J. Sawyer (* 1960)
- Andreas Schroeder (* 1946)
- Alvin Schwartz
- Duncan Campbell Scott (1862-1947)
- Francis Reginald Scott (1899-1985)
- Benjamin Sehene (* 1959)
- Shyam Selvadurai (*1965)
- Donna Senécal (*2015)
- Robert Service (1874-1958)
- Ernest Thompson Seton (1860-1946)
- Mark Shainblum
- Robin Sharma
- Murphy O. Shewchuk
- Carol Shields (1935-2003)
- Makeda Silvera  (1955-)
- Éléonore Sioui (1925-)
- Marsha Skrypush
- Joseph Skvorecky (* 1924)
- Joshua Slocum (1844-1909)
- Beverly Slopen
- Elizabeth Smart (1913-1986)
- Russell Smith
- Taylor Smith
- Raymond Souster (* 1921)
- Esta Spalding
- Birk Sproxton (* 1943)
- Richard Stevenson
- Kathy Stinson
- Anne Stone
- Samuel Strickl (1804-1867)
- Rita Summers
- Robert Sward
- Mark Swartz
- George Swede
- Anne Szumigalski

## T
- Kevin Taylor
- Yves Thériault (1915-1983)
- Sharon Thesen (*1946)
- Audrey Thomas
- Elizabeth Thornton
- Miriam Toews
- Morley Torgov (*1927)
- Catharine Parr Traill (née Strickl) (1802-1899)
- Rhea Tregebov
- Michel Tremblay (*1942)
- Dietmar Trommeshauser
- Maxine Trottier
- Stuart Douglas Trueman
- Élise Turcotte (*1957)

## U
- Andrew Unger
- Jane Urquhart (* 1949)

## V
- W.D. Valgardson
- Edo Van Belkom
- Guy Vanderhaeghe (*1951)
- Kees Verhayden
- Brain Verlip
- Aritha Van Herk (*1954)
- A. E. van Vogt (*1912)
- M.G. Vassanji

## W
- Fred Wah
- Bronwen Wallace
- Ted Warnell
- Sabrina Ward Harrison, auteur, artiste
- David Watmough
- Sheila Watson (1909-1998),
- Alison Wearing
- John Weier
- Elizabeth Wellburn
- Zachariah Wells (1976- ...), poète, critique
- Dawud Wharnsby Ali (1972- ...), poète, auteur de chansons
- Frank Westcott
- Mavis West
- Thomas Wharton
- Rudy Wiebe (1934- ...), romancier
- Diana Wieler
- Ethel Wilson (1888-1980), auteur de Swamp Angel, Hettie Dorval, The Window
- Sheri-D Wilson
- Rob Winger
- Michael Winter
- Adele Wiseman (1928-1992), romancier et poète
- Beverly Wood
- George Woodcock (1912-1995), poète, critique et anarchiste, auteur de Anarchisme
- Patrick Woodcock
- Marnie Woodrow
- Lance Woolaver
- Eric Wright (1929- ...)
- L.R. Wright

## Y
- Scott Young (1918)

## Z
- Robert L.J. Zenik (*1950)
- Jan Zwicky